# Biblioteca a l'ombra
Les biblioteques a l'ombra són bases de dades en línia de contingut ja disponible que normalment està enfosquit o no es fàcilment accessible. Aquest contingut pot ser inaccessible per diverses raons, com ara l'ús de murs de pagament, controls de drets d'autor o altres barreres a l'accessibilitat que els seus propietaris originals han posat al contingut. Les biblioteques a l'ombra solen consistir en informació textual com en llibres electrònics, però també poden incloure altres mitjans digitals, com ara programari, música o pel·lícules.
Alguns exemples de biblioteques a l'ombra inclouen Anna's Archive, Library Genesis, Sci-Hub i Z-Library, que són biblioteques populars de llibres i articles acadèmics i poden ser les biblioteques públiques més grans de llibres i literatura.

## Motivació
Una de les principals motivacions darrere de la creació de biblioteques a l'ombra és difondre més fàcilment el contingut acadèmic, especialment els articles de revistes acadèmiques. La literatura acadèmica s'ha tornat cada cop més cara a mesura que els costos d'accés a la informació creada pels estudiosos han augmentat de manera espectacular en els últims anys, especialment els costos dels llibres. El terme crisi de les sèries ha sorgit per descriure aquesta tendència contínua en l'augment dels costos de la literatura acadèmica.
Per contra, la mateixa motivació de la crisi de les sèries també ha donat lloc a un moviment polític concertat i internacional per fer que el coneixement acadèmic sigui gratuït o molt barat, conegut com a moviment d'accés obert. El moviment d'accés obert s'esforça per establir tant revistes d'accés lliure (conegudes com a revistes d'accés obert) com repositoris d'accés lliure de treballs de revistes acadèmiques publicats en altres llocs. No obstant això, moltes revistes d'accés obert requereixen que els acadèmics paguin taxes per publicar-se en una revista d'accés obert, cosa que desincentiva els acadèmics de publicar en aquestes revistes.
Una altra motivació per a l'establiment de biblioteques a l'ombra és l'aval tàcit d'aquests esforços per part de molts acadèmics. Els acadèmics rarament reben una compensació dels editors pel seu treball, independentment de si el seu treball es publica en una revista d'accés obert o en una revista de pagament. Per tant, ara hi ha pocs incentius perquè els acadèmics reneguin de les biblioteques a l'ombra. A més, les biblioteques a l'ombra augmenten molt l'impacte dels acadèmics, el treball dels quals està disponible a les biblioteques a l'ombra: segons un estudi de la Universitat de Cornell, els articles que es troben a Sci-Hub reben 1,72 vegades més cites que els articles de revistes de qualitat similar que no són disponibles a Sci-hub.

## Estatus legal
El contingut allotjat per algunes biblioteques d'ombra es pot allotjar sense el consentiment dels propietaris originals del material. Això pot fer que algunes biblioteques a l'ombra siguin il·legals; tanmateix, com que els investigadors no estan obligats a revelar els mitjans pels quals accedeixen al material acadèmic, és difícil controlar l'ús de treballs acadèmics d'accés il·legal. A més, no tots els autors estan d'acord amb intentar comprometre l'accés a les biblioteques a l'ombra, inclosa la Z-Library, i almenys una autora, Alison Rumfitt, ha defensat mantenir l'accés a aquestes biblioteques.
La legalitat de dirigir les persones a biblioteques a l'ombra és generalment indeterminada. Actualment no hi ha consens entre les autoritats legals dels Estats Units i Europa sobre fins a quin punt la publicitat de biblioteques a l'ombra constitueix un delicte penal. Actualment no hi ha casos resolts que determinin si els acadèmics permeten proporcionar directament enllaços a biblioteques a l'ombra, tot i que en incidents aïllats s'han produït amenaces d'accions legals per part dels editors acadèmics sobre aquestes referències. Les accions legals contra els investigadors segueixen sent poc freqüents.
Tot i que la majoria dels acadèmics no són penalitzats per distribuir les seves obres publicades de manera independent i lliure (per tant, obviant la necessitat de biblioteques a l'ombra en primer lloc), hi ha informes d'editors acadèmics que amenacen aquests acadèmics amb accions legals.

## Tecnologies de resiliència utilitzades

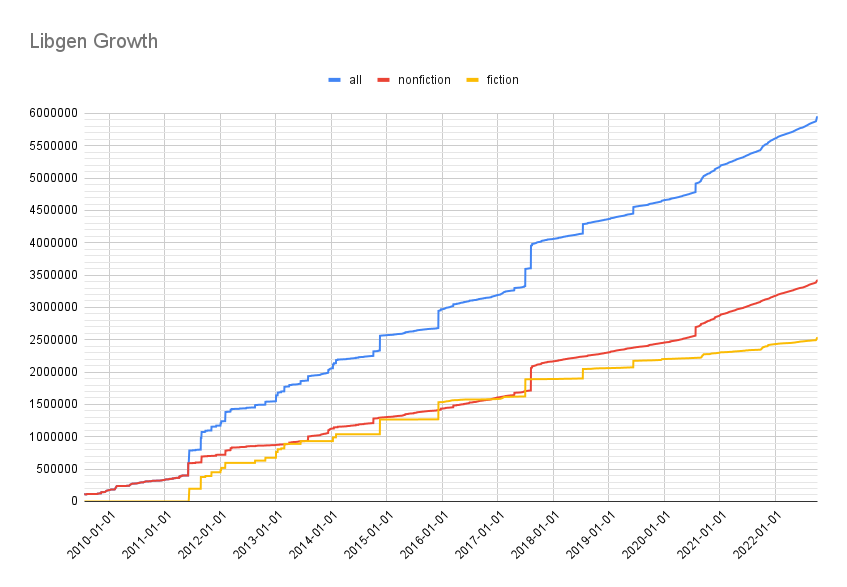
Creixement de la Library Genesis, 2009-2022

Les biblioteques a l'ombra (o les seves bases de dades de contingut) fan ús de BitTorrent (principalment per a abocaments de bases de dades), web fosca i tecnologies IPFS per augmentar la seva resistència o distribuir les càrregues. En el cas de l'Arxiu d'Anna, el programari es desenvolupa i es fa accessible com a programari de codi obert, permetent el desenvolupament de codi per part de qualsevol voluntari i webs mirall o forks. El lloc web afirma que "si ens enfonsen, apareixerem a un altre lloc, ja que tot el nostre codi i dades són de oberts".